# Скаришоара Ноуа (Сату Маре)
Скаришоара Ноуа (рум. Scărișoara Nouă) насеље је у Румунији у округу Сату Маре у општини Пишколт. Oпштина се налази на надморској висини од 138 m.

## Становништво
Према подацима из 2002. године у насељу је живело 510 становника, од којих су сви румунске националности.